# Chiesa della Beata Vergine Incoronata
La chiesa della Beata Vergine Incoronata è un edificio religioso di Sabbioneta, in provincia di Mantova.

## Storia e descrizione

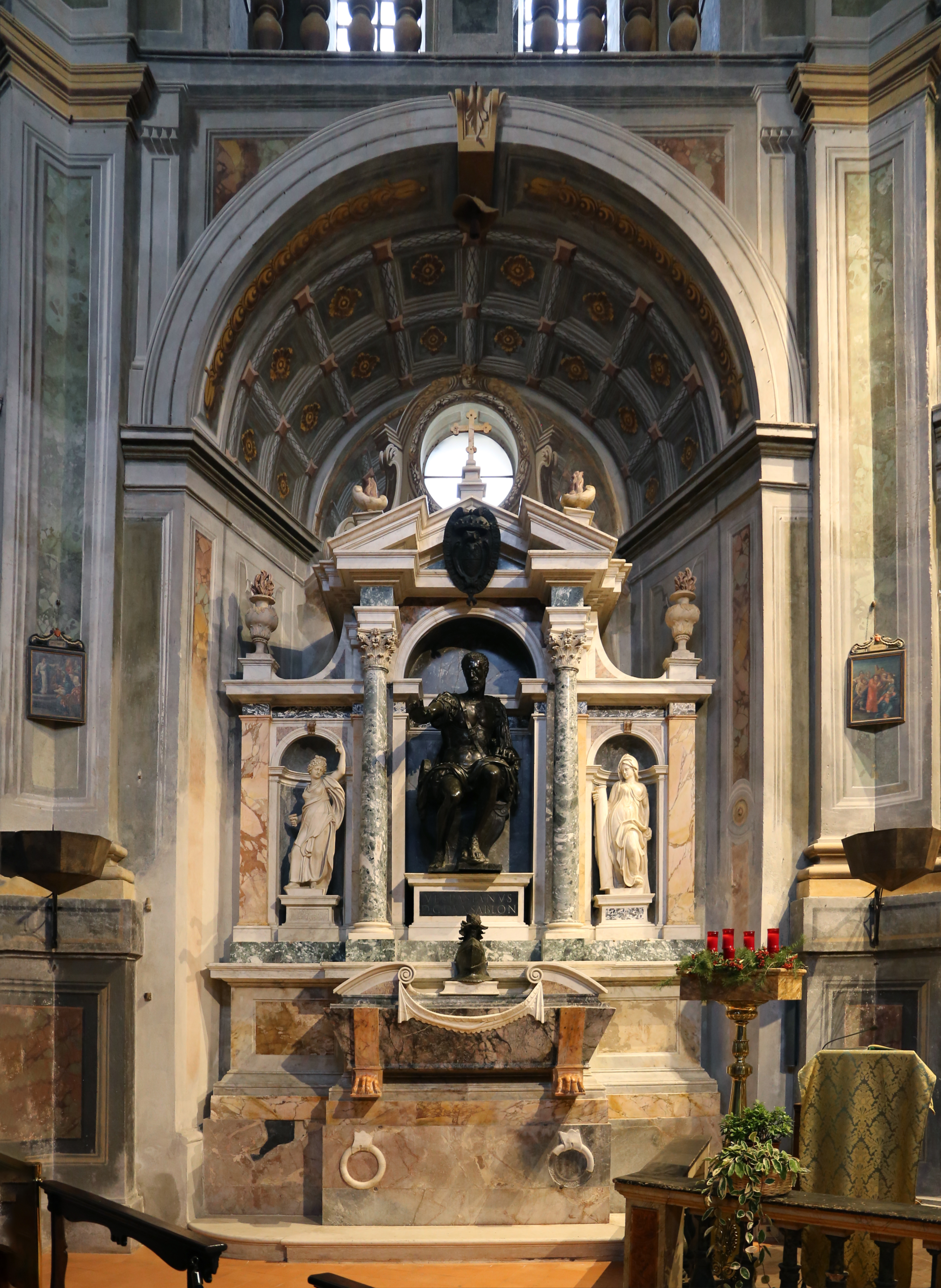
Mausoleo di Vespasiano I Gonzaga

Venne costruita tra il 1586 e il 1588 a pianta ottagonale sulle rovine delle chiese di San Biagio e di San Niccolò, fatta demolire dal duca Vespasiano Gonzaga. Le decorazioni interne (1770 circa) sono opera di Clemente Isacci e Francesco Borelli, allievi della scuola di Antonio Galli da Bibbiena.

### Mausoleo di Vespasiano I Gonzaga
Al suo interno, nella cappella a sinistra dell'altare maggiore, è collocato il monumento funebre in marmi policromi di Vespasiano I Gonzaga realizzato intorno al 1592 dallo scultore Giovanni Battista Della Porta, sul quale campeggia la statua in bronzo del duca, opera realizzata precedentemente, nel 1579 dello scultore Leone Leoni, ma collocata qui solo nel 1656, dato che in precedenza era in Piazza Ducale. Ai lati le statue marmoree della Fortezza e della Giustizia. Nel 1988 venne aperta la tomba per effettuare un sopralluogo sui resti mortali del condottiero al termine del quale vennero collocati in un ambiente attiguo alla chiesa. Il 25 febbraio 2018 con una solenne cerimonia religiosa, i resti di Vespasiano, della moglie Anna d'Aragona e dei due figli Luigi e Giulia, sono stati ricollocati nel monumento funebre.
Nella chiesa hanno trovato sepoltura altri componenti dei Gonzaga di Sabbioneta e Bozzolo:
- Pirro Gonzaga (†1529), cardinale e figlio di Ludovico Gonzaga[6]
- Luigi Gonzaga (†1580), figlio di Vespasiano Gonzaga
- Giulia Gonzaga (†1565), figlia di Vespasiano Gonzaga
- Anna Trastámara d'Aragona (†1567), seconda moglie di Vespasiano Gonzaga.

Inoltre, al primo altare destro, è una tela rappresentante la Fuga in Egitto del parmense Giulio Cesare Amidano (1572-1629), allievo di Gerolamo Bedoli, ma influenzato soprattutto da Bartolomeo Schedoni e da Annibale Carracci. All'altare maggiore è invece la statua in cartapesta della Vergine Addolorata e Incoronata, risalente forse alla metà del XVIII secolo ed assegnata alla mano del bolognese Angelo Piò.